# 11043 Pepping
A 11043 Pepping (ideiglenes jelöléssel 1989 YX6) a Naprendszer kisbolygóövében található aszteroida. Freimut Börngen fedezte fel 1989. december 25-én.